# 카르타헤나 FC
카르타헤나 FC(Cartagena Fútbol Club)은 무르시아주의 카르타헤나에 연고를 둔 스페인 축구단이다. 구단은 이전에 UD 카르타헤나(UD Cartagenera)라는 명칭을 사용했었다.
1940년에 설립된 이 팀은 테르세라 페데라시온에 소속되어 있으며 Ciudad Deportiva Gómez Meseguer 에서 홈 경기를 개최하고 수용 인원은 총 3,500명이다.
구단은 2002-2009년과 2011-2014년 동안 FC 카르타헤나의 2군으로 활동했었다.